# Maria Mohn
Maria Mohn Pettersen (Fredrikstad, 29 maggio 1983) è una cantante norvegese.

## Biografia
Figlia del sassofonista Ole-Henrik Mohn Pettersen, Maria Mohn si è avvicinata alla musica proprio grazie al padre, con il quale canta in pubblico sin dall'infanzia. Ha inizialmente studiato canto lirico, proseguendo poi con il canto pop, soul e jazz, e ha fatto parte del coro Det Norske Solistkor e del gruppo vocale Pust. Ha inoltre preso parte al talent show Idol nel 2003 e alla competizione musicale televisiva Hitmakers nel 2008.
Nel 2010 ha pubblicato il suo album di debutto Bli med meg. L'anno successivo ha ritentato Idol, questa volta qualificandosi per la fase finale del programma e piazzandosi 6ª. Il suo secondo album, Today's a Yesterday Tomorrow, è uscito nel 2013 e ha raggiunto la 29ª posizione della classifica norvegese.
Maria Mohn ha partecipato al Melodi Grand Prix 2020, il programma di selezione del rappresentante norvegese all'Eurovision Song Contest, presentando l'inedito Fool for Love, un duetto con Kim Wigaard, senza però qualificarsi dalla semifinale.

## Discografia

### Album in studio
- 2010 – Bli med meg
- 2013 – Today's a Yesterday Tomorrow

### Singoli
- 2010 – Boble
- 2010 – Dråpe
- 2010 – Et bedre sted
- 2011 – Viva la vida
- 2011 – Take on Me
- 2011 – The Winner Takes It All
- 2012 – Bedtime Story
- 2013 – In Her Shoes
- 2013 – Happy Song
- 2014 – Love Comes First
- 2014 – Neste år
- 2015 – Bare åtte år
- 2015 – Natt og dag
- 2017 – En sang til deg
- 2020 – Fool for Love (con Kim Wigaard)
- 2022 – Fly